# Чемпионат Словении по фигурному катанию
Чемпионат Словении по фигурному катанию (словен. Državno prvenstvo Slovenije v umetnostnem drsanju) — ежегодное соревнование по фигурному катанию среди словенских фигуристов. Чемпионаты Словении, проводятся с 1992 года, с момента обретения Словенией независимости, а ранее, с 1985 года проводились чемпионаты Республики Словении (в составе Югославии).
Соревнования до 2016 года проводились только в одиночном катании — мужском и женском. В 2016 году прошёл турнир среди танцоров на льду. Парное фигурное катание в стране не развито.
В чемпионате 2009 года, помимо словенских фигуристов, участвовали спортсмены Боснии и Герцеговины, Сербии, Македонии и Чехии.

## Медалисты

### Мужчины
| Медалисты в мужском одиночном катании | Медалисты в мужском одиночном катании | Медалисты в мужском одиночном катании | Медалисты в мужском одиночном катании | Медалисты в мужском одиночном катании |
| ------------------------------------- | ------------------------------------- | ------------------------------------- | ------------------------------------- | ------------------------------------- |
| Год                                   | Место проведения                      | Золото                                | Серебро                               | Бронза                                |
| 1992                                  | Целе                                  | Luka Klasinjec                        | Ян Чейван                             | не было других участников             |
| 1993                                  | Есенице                               | Ян Чейван                             | Юре Ковач                             | не было других участников             |
| 1994                                  | Любляна                               | Ян Чейван                             | не было других участников             | не было других участников             |
| 1995                                  | Любляна                               | Ян Чейван                             | не было других участников             | не было других участников             |
| 1996                                  | Целе                                  | Ян Чейван                             | не было других участников             | не было других участников             |
| 1997                                  | Любляна                               | Ян Чейван                             | Андрей Горкич                         | Янез Шпольяр                          |
| 1998                                  | Есенице                               | Ян Чейван                             | Янез Шпольяр                          | не было других участников             |
| 1999                                  | Любляна                               | Ян Чейван                             | Грегор Урбас                          | Янез Шпольяр                          |
| 2000                                  | Любляна                               | Ян Чейван                             | Грегор Урбас                          | Янез Шпольяр                          |
| 2001                                  | Целе                                  | Грегор Урбас                          | Ян Чейван                             | Алеш Жунко                            |
| 2002                                  | Любляна                               | Грегор Урбас                          | Ян Чейван                             | Дамьян Остожич                        |
| 2003                                  | Целе                                  | Грегор Урбас                          | Ян Чейван                             | Дамьян Остожич                        |
| 2004                                  | Есенице                               | Грегор Урбас                          | Дамьян Остожич                        | Лука Чадеж                            |
| 2005                                  | Любляна                               | Грегор Урбас                          | Лука Чадеж                            | Дамьян Остожич                        |
| 2006                                  | Есенице                               | Грегор Урбас                          | Дамьян Остожич                        | Лука Чадеж                            |
| 2007                                  | Любляна                               | Грегор Урбас                          | Дамьян Остожич                        | Лука Чадеж                            |
| 2008                                  | Есенице                               | Грегор Урбас                          | Лука Чадеж                            | не было других участников             |
| 2009                                  | Любляна                               | Грегор Урбас                          | не было других финишировавших         | не было других финишировавших         |
| 2010                                  | Целе                                  | Грегор Урбас                          | не было других участников             | не было других участников             |
| 2011—2015                             | не было участников                    | не было участников                    | не было участников                    | не было участников                    |
| 2016                                  | Целе                                  | Давид Кранеч                          | не было других участников             | не было других участников             |
| 2017—2020                             | не было участников                    | не было участников                    | не было участников                    | не было участников                    |

### Женщины
| Медалисты в женском одиночном катании | Медалисты в женском одиночном катании | Медалисты в женском одиночном катании | Медалисты в женском одиночном катании | Медалисты в женском одиночном катании |
| ------------------------------------- | ------------------------------------- | ------------------------------------- | ------------------------------------- | ------------------------------------- |
| Год                                   | Место проведения                      | Золото                                | Серебро                               | Бронза                                |
| 1992                                  | Целе                                  | Мойца Копач                           | Петра Клесник                         | не было других участников             |
| 1993                                  | Есенице                               | Мойца Копач                           | Петра Клесник                         | не было других участников             |
| 1994                                  | Любляна                               | Мойца Копач                           | Тина Берлот                           | не было других участников             |
| 1995                                  | Любляна                               | Мойца Копач                           | Петра Клесник                         | не было других участников             |
| 1996                                  | Целе                                  | Мойца Копач                           | Мелита Челесник                       | Тина Швайгер                          |
| 1997                                  | Любляна                               | Мойца Копач                           | Тина Швайгер                          | Клара Милетич                         |
| 1998                                  | Есенице                               | Тина Швайгер                          | Мойца Копач                           | Аленка Мрак                           |
| 1999                                  | Любляна                               | Аня Беслич                            | Тина Швайгер                          | Аленка Мрак                           |
| 2000                                  | Любляна                               | Аня Беслич                            | Мойца Копач                           | Аленка Зидар                          |
| 2001                                  | Целе                                  | Аня Братец                            | Аня Беслич                            | Теодора Поштич                        |
| 2002                                  | Любляна                               | Тина Швайгер                          | Теодора Поштич                        | Аня Беслич                            |
| 2003                                  | Целе                                  | Мойца Копач                           | Тина Швайгер                          | Теодора Поштич                        |
| 2004                                  | Есенице                               | Мойца Копач                           | Теодора Поштич                        | Аня Братец                            |
| 2005                                  | Любляна                               | Дарья Шкрль                           | Аленка Зидар                          | не было других участников             |
| 2006                                  | Есенице                               | Теодора Поштич                        | Аленка Зидар                          | Дарья Шкрль                           |
| 2007                                  | Любляна                               | Теодора Поштич                        | Аленка Зидар                          | Дарья Шкрль                           |
| 2008                                  | Есенице                               | Теодора Поштич                        | Ника Церич                            | Патриция Глешчич                      |
| 2009                                  | Любляна                               | Теодора Поштич                        | Кая Отович                            | не было других участников             |
| 2010                                  | Целе                                  | Теодора Поштич                        | не было других участников             | не было других участников             |
| 2011                                  | Есенице                               | Патриция Глешчич                      | Даша Грм                              | Ника Церич                            |
| 2012                                  | Любляна                               | Патриция Глешчич                      | Даша Грм                              | Ника Церич                            |
| 2013                                  | Блед                                  | Патриция Глешчич                      | Даша Грм                              | Пина Умек                             |
| 2014                                  | Любляна                               | Даша Грм                              | Пина Умек                             | Ника Церич                            |
| 2015                                  | Любляна                               | Даша Грм                              | Пина Умек                             | Ная Ферков                            |
| 2016                                  | Целе                                  | Даша Грм                              | Ная Ферков                            | Урса Крусеч                           |
| 2017                                  | Есенице                               | Даша Грм                              | Урса Крусеч                           | не было других участников             |
| 2018                                  | Крань                                 | Даша Грм                              | Нина Полшак                           | Урса Крусеч                           |
| 2019                                  | Блед                                  | Даша Грм                              | Маруша Удрих                          | Нина Полшак                           |
| 2020                                  | Любляна                               | Даша Грм                              | Маруша Удрих                          | не было других участников             |

### Танцы на льду
| Медалисты в танцевальных парах | Медалисты в танцевальных парах | Медалисты в танцевальных парах    | Медалисты в танцевальных парах | Медалисты в танцевальных парах |
| ------------------------------ | ------------------------------ | --------------------------------- | ------------------------------ | ------------------------------ |
| Год                            | Место проведения               | Золото                            | Серебро                        | Бронза                         |
| 2016                           | Целе                           | Мина Свайгер / Михаэль Чрастецкий | не было других участников      | не было других участников      |
| 2017–2020                      | не было участников             | не было участников                | не было участников             | не было участников             |